# Třemošenská vrchovina
Třemošenská vrchovina je geomorfologickým okrskem Brd. Zaujímá rozlohu více než 260 km². Nacházejí se zde téměř všechny brdské osmisetmetrové vrcholy (až na dva).
Větší část pohoří (kromě vrchu Ostrý na levém břehu Litavky a území na jejím pravém břehu), ležela do konce roku 2015 ve vojenském újezdu Brdy, a proto sem s výjimkou několika částečně zpřístupněných území nebyl vstup veřejnosti oficiálně povolen. Část území (Posádkové cvičiště Jince v sousedství osady Velcí, areál U Němých) si armáda ponechává i po zrušení vojenského újezdu. V současnosti je zde vyhlášena Chráněná krajinná oblast Brdy.
Třemošenská vrchovina je pramennou oblastí řady potoků i dvou nejvýznamnějších místních vodotečí, řeky Litavky a řeky Klabavy.

## Vrcholy
Nejvyšším vrcholem je Tok (865 m), který je i nejvyšším vrcholem celé Brdské vrchoviny. Dalšími osmistovkami jsou Praha (862 m), Malý Tok (844 m), Brdce (840 m), Hradiště (839 m), Koruna (837 m), Jordán (826 m) a Paterák (814 m). Najdeme tu i další výrazné hory, jako třeba Třemošnou (780 m), podle níž dostala vrchovina své jméno, Plešec (790 m), horu Kočka (790 m) nad Padrťskými rybníky, spočinek Houpák (796 m), kde jsou umístěny některé zkušební objekty bývalého československého pohraničního opevnění (cílová plocha Jordán). Dále Brda (773 m) severně od Obecnice, výrazné Jinecké hřebeny (721 m) nad Jincemi, Beranec (662 m), v jehož svazích najdeme zříceninu hradu Valdek anebo už mimo území Chráněné krajinné oblasti Brdy ležící vrch Ostrý (539 m), který spolu s protilehlým Plešivcem (654 m), vytváří úzkou bránu, kterou řeka Litavka opouští Brdskou vrchovinu.

## Podnebí
I přírodní podmínky jsou právě v Třemošenské vrchovině nejdrsnější. Dní se sněhovou pokrývkou je v nejvyšších polohách průměrně přes 90 v roce a výška sněhové pokrývky zde může dosahovat až 1 m. (Výjimku tvořila zima 2006/2007 - mimořádně nízká a kratkou dobu trvající sněhová pokrývka však byla jevem, který se vyskytl na celém území ČR.) Brdy jsou v částečném srážkovém stínu Krušných hor a Šumavy, přesto však je roční průměrný úhrn srážek uváděn přes 800 mm v nejvyšších polohách. (Nikde v Brdech až do roku 2014 nefungovala meteorologická stanice a přesné údaje za delší období tak nejsou známy, zpravidla jsou vypočítávány a odhadovány podle srovnatelných míst jinde v ČR, např. Přimda a Milešovka. Nejbližší stanice jsou v Kocelovicích - už mimo samotné Brdy a v Neumětelích u Hostomic, která je již také mimo vlastní Brdy. V osadě Teslíny a na vrchu Praha byly zprovozněny automatické meteorologické stanice se sněhoměrnými polštáři, jejichž údaje by tak měly přispět i k lepšímu poznání této oblasti). Třemošenská vrchovina je spolu se sousední Třemšínskou vrchovinou jedinou oblastí oreofytika (oblast horské květeny) ve Středních Čechách.

## Galerie

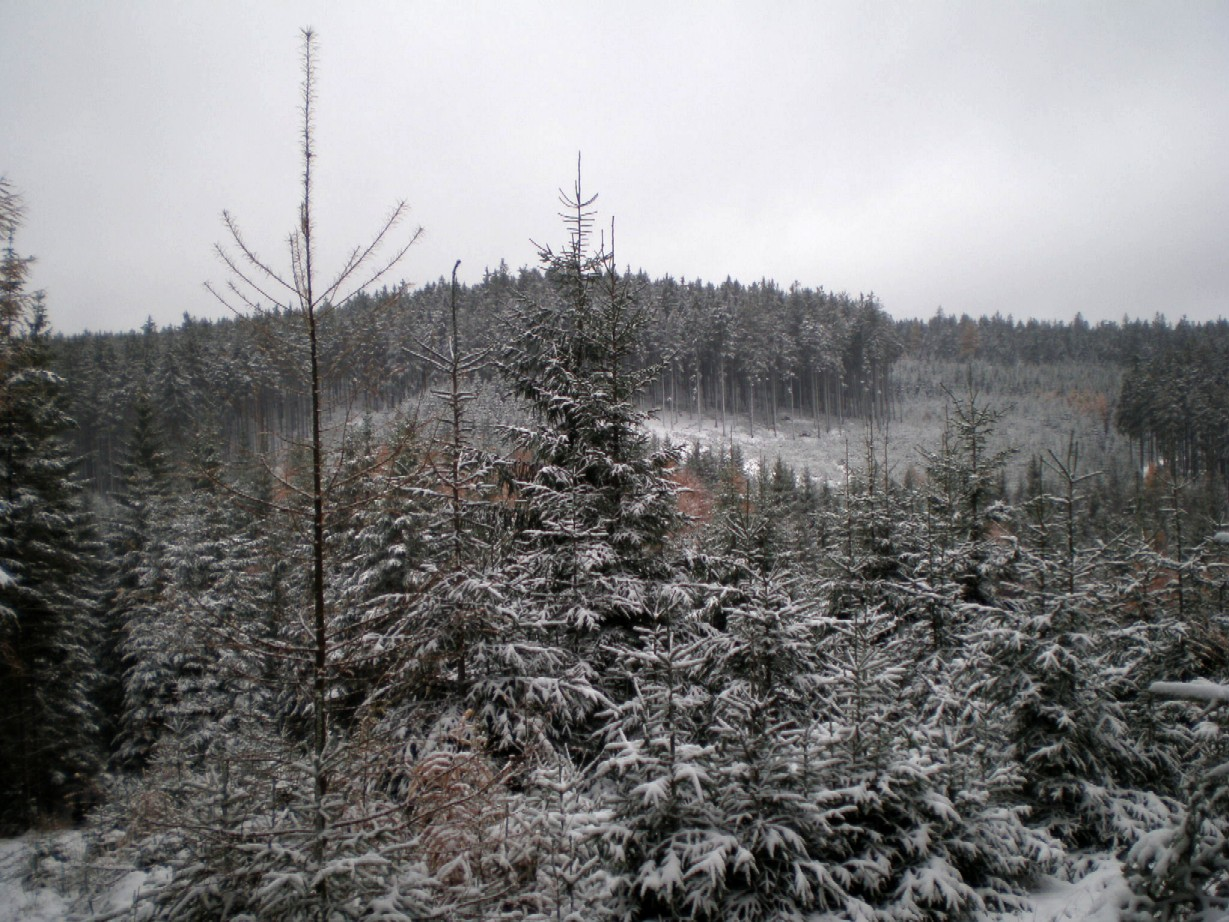
Březák (785 m)

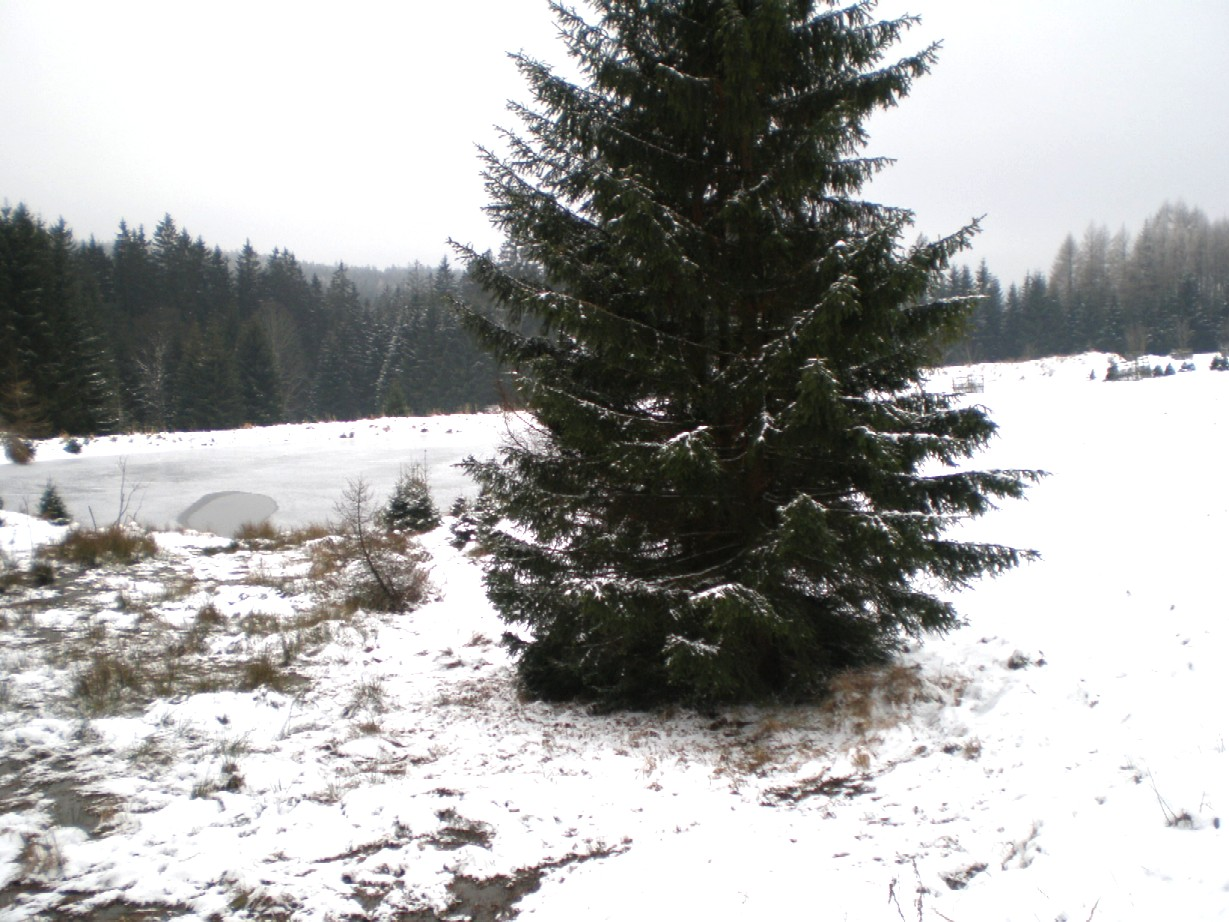
Borská nádržka